# Єрмолаєв Вадим Володимирович
Єрмолаєв Вадим Володимирович (нар. 13 травня 1968, Дніпро) — бізнесмен, інвестор та мільйонер. Входить до рейтингу 100 найбагатших людей України.
У 2019 році Єрмолаєв вийшов з українського громадянства та став громадянином Кіпру.
Указом Президента України від 23 грудня 2023 року №850/2023 були застосовані персональні економічні санкції до Єрмолаєва Вадима Володимировича на десять років через те, що він був пов’язаний з підприємствами, які діяли в Криму та Бердянську, а отже сплачував податки в російський бюджет.

## Біографія
Народився 13 травня 1968 року у Дніпропетровську.
У 1975–1983 роках навчався у СШ № 69 Дніпропетровськ.
З 1983 по 1987 рік навчався у технікумі технологій та економіки, Дніпропетровськ.
У 1987–1989 роках служив в Радянській Армії.
В 1995 р. створив ТПК «Алеф» (спільно з Станіславом Віленським).

### Підприємницька діяльність
Журнал Forbes включив Вадима Єрмолаєва в першу п'ятірку найвпливовіших бізнесменів Дніпропетровська і назвав головним забудовником Дніпра. Також Єрмолаєва називають забудовником, який змінив архітектуру міста.
Статок голови правління ТПК «Алеф» оцінюється в $ 322 млн, що дозволило увійти в першу сотню українських багатіїв.
Підприємства, що входять до складу корпорації Алеф, активно працюють у сфері агробізнесу («Агроальянс», «Сади Дніпра», «Потоки»), девелопменту (Alef Estate) і виробництва будівельних матеріалів (AXOR Industry, «МІРОПЛАСТ», «ЮДК»). Також «Алеф» займається виробництвом зубних імплантів і медичних інструментів (ABM Technology).
У 2001 році Вадим Єрмолаєв заснував компанію Alef Estate, спрямованістю якої було комерційне будівництво. У 2004 році компанія реалізувала перший у Дніпрі великий ТРЦ «Новий центр». 2006 року в Дніпрі було збудовано найбільший на той момент торгово-розважальний центр України «Мост-сіті». Також компанія реалізувала у Дніпрі такі проєкти, як БФК «Каскад Плаза», ТДК «Босфор», бізнес-центри «Енігма» та «Призма». Корпорація «Алеф» працює в різних галузях вітчизняного та західного ринків. Нині вона володіє значним числом різнопрофільних підприємств, поєднуючи 14 самостійних бізнесів. Вадим Єрмолаєв є творцем та інвестором Катеринославського бульвару – культурної пішохідної ділянки в історичному центрі Дніпра. За останні роки, його компанія Alef Estate активізувала будівництво таких проєктів, як ТДЦ «Перехрестя», БФК Ermolaev Center, ТЦ Artel (Катеринославська суконна фабрика), Апарт Комплекс Port City, Бульвар на вулиці Південній і ЖК «Троїцький».
У квітні 2004 року АМКУ дала офіційний дозвіл американській The Procter & Gamble Company на придбання цілісного майнового комплексу ЗАТ «Ольвія Бета Клінінг Продактс Ко» (м. Орджонікідзе Дніпропетровської обл.), 25 % якої належало Єрмолаєву. У 2004 році кошти від продажу заводу було вкладено у нові масштабні проєкти у східному регіоні України. З турецькими партнерами були відкриті заводи з виробництва пластикового профілю для вікон «Міропласт», з виробництва газобетону «UDK» та єдиний у СНД завод з виробництва фурнітури для світлопрозорих конструкцій «Аксор».
В кінці 2006 року Вадим Єрмолаєв продав ЗАТ «Агробанк» чеській фінансовій групі PPF, яка управляє активами на суму понад $ 60 млрд.
На початку 2011 бізнесмен відновив свою участь у зведенні триповерхового торгово-розважального комплексу з паркінгом в сусідньому з Дніпропетровськом промисловому місті Кривому Розі.
У 2014 році втратив свої активи в Криму (після його анексії) — виробничі потужності та адміністративні приміщення компанії, що займалося виготовленням та продажем алкогольної продукції.
За підсумками 2015 року комерційна нерухомість Єрмолаєва згідно з даними Forbes принесла виручку в $ 10 млн. Інвестиційна компанія Dragon Capital в 2016 рік оцінила статок Єрмолаєва в $ 322 млн. Це на $ 66 млн більше, ніж рік тому.
У 2019 році вийшов з українського громадянства та став громадянином Кіпру.
У 2021 році група «Алеф» Єрмолаєва після 12‑річної перерви відновила будівництво комплексу «Брама» у Дніпрі. Одна із веж, на 54 поверхи, може стати найвищою житловою будівлею в Україні.

## Оцінка статку
- У рейтингу «Золота сотня» журналу «Кореспондент» у 2012 році Вадим Єрмолаєв посів 36 місце, його статок оцінюється в розмірі $ 265 млн.
- У 2013 році журнал «Фокус» оцінив стан Вадима Єрмолаєва в $ 245 млн (70 місце рейтингу «200 найбагатших людей України»).[19]
- У 2014 році журнал «Фокус» поставив Вадима Єрмолаєва на 43 місце в рейтингу «100 найбагатших людей України 2013 року»[20], оцінивши стан в $ 393 млн.
- У 2015 році журнал «Фокус» поставив Вадима Єрмолаєва на 50 місце в рейтингу «100 найбагатших людей України 2014 року»[21]
- У 2015 році журнал «Forbes Україна» поставив Вадима Єрмолаєва на 12 місце в рейтинг рантьє, оцінивши доходи з оренди нерухомості в 230—260 млн грн[22].
- У 2016 році журнал «Фокус» поставив Вадима Єрмолаєва на 48 місце в рейтингу «100 найбагатших людей України 2015 року»[23].
- У 2020 році журнал «Фокус» поставив Вадима Єрмолаєва на 23 місце в рейтингу «100 найбагатших людей України 2020 року».[24]

## Сім'я
Одружений, четверо дітей.